# Mesoscincus managuae
Mesoscincus managuae — вид сцинкоподібних ящірок родини сцинкових (Scincidae). Мешкає в Центральній Америці

## Поширення і екологія
Mesoscincus managuae мешкають на тихоокеанських схилах в Сальвадорі, Гондурасі, Нікарагуа і Коста-Риці та на атлантичних схилах в долині Мотаґуа в Гватемалі. Вони живуть в сухих і вологих тропічних лісах, під камінням, трапляються на полях. Зустрічаються на висоті до 820 м над рівнем моря. Ведуть денний, наземний спосіб життя.